# 約翰遜堡 (新澤西州)
約翰遜堡（英語：Johnsonburg）是位於美國新澤西州沃倫縣的普查規定居民點。

## 人口
根據2020年美國人口普查的數據，約翰遜堡的面積為2.76平方千米，皆為陸地。當地共有人口381人，而人口密度為每平方千米138.04人。